# 朱利亚烯烃合成
朱利亚烯烃合成（英語：Julia olefination，另稱朱利亞烯化反应）是苯基砜与醛或酮作用并官能团化生成酯，然后在还原剂（如钠汞齐、二碘化钐）作用下发生还原消除生成烯烃的反应。反应的主要产物是反式烯烃。此反應由法國化學家馬克·朱利亞（法語：Marc Julia）首先發現，故得其名。
該反应操作简便，四步都可以在一锅中反应，立体选择性较好。中间体2也可分离出来，经纯化后，再经还原消除或其他方法生成烯烃，使产率提高。
往往需要将醛与砜加成得到的醇官能团化，将其与乙酸酐、苯甲酰氯等试剂反应，转化为乙酸酯、苯甲酸酯、对甲苯磺酸酯或甲磺酸酯的形式，以提高消除反应的产率，并避免逆羟醛反应发生。

## 反应机理
砜的α-氢具有酸性，在强碱（如正丁基锂、叔丁基锂、甲基锂、二异丙基氨基锂）的作用下失去，得到负离子2，与醛发生加成，生成负离子中间体3。接着3与R3-X反应成酯，经钠汞齐在极性质子溶剂（如甲醇、乙醇）中还原消除，经过自由基机理，生成烯烃6。
还原消除一步的详细机理还不是很明确，以前认为是下图中的第一个机理，但1995年时Keck等人发现，如果反应在氘代溶剂中进行，则砜的α-氢几乎被完全氘代，与原来假设的机理不符，故提出了一个新的机理（下图中的第二个机理）。烯烃的立体化学与中间体4无关，无论是苏式还是赤式的反应物经过反应后，都得到反式烯烃。这可能是由于还原时生成的烯基自由基可以自由旋转，从而偏向于热力学稳定产物的缘故。若用二碘化钐作还原剂，反应的立体选择性（E/Z值）明显下降，而且没有上述的氘代现象发生。Keck等人认为其原因是砜基离去后，生成的碳负离子不够稳定，很快就发生消除生成烯烃，而没有时间达到平衡的缘故。

## 杂环芳香化合物
当把原料中的苯基砜换为杂环芳基砜时，反应机理会发生很大变化。以常见的苯并噻唑基砜为例，砜被去质子化，然后与醛发生加成生成负离子2。之后2发生Smiles重排反应，经过加成-消除两步后，与芳环相连的原子变为氧，涉及的不稳定中间体很快放出二氧化硫，生成羟基苯并噻唑锂盐和烯烃。由于反应不再涉及可以发生平衡反应的中间体（如碳负离子），故烯烃的立体化学由砜负离子与醛加成一步的立体选择性所决定，一般都是立体异构体的混合物。

### 朱利亞-科森斯基烯烴合成
當发生朱利亞反应的砜为四唑基砜时，反应与上面苯并噻唑基砜的机理相同，称为朱利亞-科森斯基烯烴合成，示例如下。